# Super (película)
Super es una película de comedia estadounidense de 2010, escrita y dirigida por James Gunn y protagonizada por Rainn Wilson, Elliot Page, Liv Tyler y Kevin Bacon. 
La película se estrenó en el Festival de Cine Internacional de Toronto 2010 y fue lanzada en cines en Estados Unidos el 1 de abril de 2011 y en Video on demand el 13 de abril de 2011.

## Sinopsis
Después de que su esposa cayera bajo la influencia de un traficante de drogas, un tipo normal y corriente se transforma en el Rayo Escarlata (Crimson Bolt), un superhéroe con las mejores intenciones, a pesar de carecer de habilidades heroicas.

## Elenco
- Rainn Wilson como Frank Darbo / El Rayo Escarlata (The Crimson Bolt).
- Elliot Page (acreditado como Ellen Page) como Libby / Rayita (Boltie).
- Liv Tyler como Sarah Helgeland.
- Kevin Bacon como Jacques.
- Gregg Henry como Detective John Felkner.
- Michael Rooker como Abe.
- Andre Royo como Hamilton.
- Sean Gunn como Toby.
- James Gunn como Demonswill.
- Stephen Blackehart como Quill.
- Greg Ingram
- Linda Cardellini
- Nathan Fillion como El Vengador Sagrado (Holy Avenger).
- Rob Zombie como Dios.
- Don Mac como Mr. Range
- Steve Agee